# Jamario Moon
Jamario Raman Moon (ur. 13 czerwca 1980 w Goodwater w stanie Alabama) – amerykański koszykarz, występujący na pozycji niskiego skrzydłowego.
Karierę koszykarską rozpoczął w 2001 roku. W trakcie kariery wielokrotnie grał w NBA D-League. Był również zawodnikiem Harlemu Globetrotters. W 2007 roku trafił do NBA, gdzie  podpisał kontrakt z Toronto Raptors. Następnie trafił do Miami Heat. W latach 2009–2011 bronił barw Cleveland Cavaliers. 24 stycznia 2011 roku wziął udział w wymianie, w ramach której trafił do Los Angeles Clippers.
2 stycznia 2018 opuścił urugwajski klub Atletico Aguada.

## Osiągnięcia
Stan na 29 lutego 2016, na podstawie, o ile nie zaznaczono inaczej.
Drużynowe
- Mistrz WBA (2005)

Indywidualne
- Obrońca Roku CBA (2007)
- Zaliczony do:
  - I składu defensywnego:
    - USBL (2007)
    - CBA (2007)
    - WBA (2005)

  - I składu:
    - USBL (2007)
    - CBA (2007)

  - IV składu WBA (2005)
- Zawodnik miesiąca D-League (marzec 2012)
- Uczestnik meczu gwiazd CBA (2006)

NBA
- Uczestnik:
  - konkursu wsadów (2008)
  - Rising Stars Challenge (2008)
- Debiutant miesiąca (styczeń 2008)
- Zaliczony do II składu najlepszych debiutantów NBA (2008)[8]
- Lider play-off w skuteczności rzutów za 3 punkty (2010)[9]